# Saint-Léger-le-Petit
Saint-Léger-le-Petit è un comune francese di 401 abitanti situato nel dipartimento del Cher, nella regione del Centro-Valle della Loira.

## Società

### Evoluzione demografica
Abitanti censiti